# Anne-Marie Rakhorst
Anne-Marie Rakhorst (Heeswijk, 30 september 1967) is een Nederlandse ondernemer. Rakhorst is in 2000 verkozen tot zakenvrouw van het jaar. Ze is oprichter en eigenaar van het platform Duurzaamheid.nl. In 1994 richtte ze Search op, een asbestlaboratorium wat later uitgroeide tot een ingenieurs- en adviesbureau en opleidingsinstituut. Anne-Marie Rakhorst spreekt regelmatig in de media en tijdens congressen over ondernemerschap en duurzaamheid. Daarnaast is ze actief in verschillende besturen, commissariaten en initiatieven. 

## Biografie
Anne-Marie Rakhorst is oprichter en eigenaar van het platform Duurzaamheid.nl, dat samen met professionals, betrokken bedrijven, maatschappelijke organisaties en overheden Nederland verder wil verduurzamen. Ook stond ze aan de wieg van het initiatief ‘17 doelen die je deelt’, dat Nederland kennis laat maken met de Sustainable Development Goals. 
In de afgelopen jaren publiceerde ze verschillende boeken, waaronder 'Nieuwe Energie; Nederland na het fossiele tijdperk' en 'Geld stuurt de wereld; jij bepaalt de koers'. Over (circulair) ondernemen, de Sustainable Development Goals, de energietransitie, innovatie en duurzaam geld spreekt ze regelmatig in de media en op congressen. Anne-Marie is actief in verschillende besturen, commissariaten en initiatieven zoals de Koning Willem I Prijs, Transitieagenda Consumptiegoederen, Human Cities Coalition, SDG Charter, De Groene Zaak en Slum Dwellers International.

## Loopbaan
Rakhorst groeide op in een ondernemersgezin in het Brabantse Heeswijk. Haar middelbareschoolopleiding volgde ze in Veghel. Op vijftienjarige leeftijd verhuisde ze naar België, waar ze haar Bachelor of Business Administration behaalde. Ze studeerde af aan de European University in Antwerpen. Na haar studie zette ze voor een Belgisch laboratorium een Nederlandse vestiging op en gaf daaraan vier jaar lang leiding als General Manager.
In 1994 startte Rakhorst Search Laboratorium B.V. in Heeswijk, een asbestlaboratorium. Later werd dit uitgebreid met een ingenieursbureau en andere diensten zoals een opleidingsinstituut. In 2000 werd ze verkozen tot zakenvrouw van het jaar. Deze benoeming was onder meer te danken aan het innovatieve karakter van haar onderneming. Het bedrijf telde op het hoogtepunt ongeveer 300 werknemers. Met haar bedrijf probeerde ze niet alleen een gedragsverandering te bewerkstelligen, maar ook technische oplossingen te stimuleren en uit te dragen. In 2014 werd Search overgenomen door het wereldwijd opererende SGS. Rakhorst legde haar directeurschap op 1 oktober van dat jaar neer.
Rakhorst schreef in 2007 het boek 'Duurzaam ontwikkelen... een wereldkans' en liet in hetzelfde jaar 'Cradle to Cradle - afval is voedsel' van Michael Braungart en William McDonough vertalen. In september 2008 publiceerde zij haar tweede boek op het gebied van duurzaamheid, getiteld ‘De winst van duurzaam bouwen’. In de periode dat Rakhorst haar twee boeken schreef, heeft zij ook twee duurzame bedrijfsvestigingen gerealiseerd in Amsterdam en Heeswijk. In maart 2008 ontving Rakhorst de Gouden Krokus 2008. Deze prijs is een jaarlijkse onderscheiding die Wolter & Dros uitreikt aan personen die zich verdienstelijk hebben gemaakt voor innovatie in de bouw- en installatiebranche. 
In 2009 werd Rakhorst gevraagd om eenmalig de rol van hoofdredacteur van het magazine ´Vastgoedpersonality op zich te nemen´. Voor deze editie droeg het blad de titel “Tomorrow´s growth” en stond volledig in het teken van een duurzame toekomst. Ze werd genomineerd voor Vastgoedvrouw van het jaar. In 2010 steeg Rakhorst in de duurzame top 100 van het Dagblad Trouw van de 62e naar de 10e plaats. Tevens presenteerde zij dit jaar het boek “ Nieuwe Energie: Nederland na het fossiele tijdperk”. 
In 2011 publiceerde Rakhorst de uitgave “Duurzaam herbestemmen kàn”. Een publicatie waarin zij aan de hand van visie, voorbeelden en concrete projecten mogelijkheden op gebied van duurzaam herbestemmen beschreef. Tevens werd zij voorzitter van de Eugène Janssen Foundation. De stichting ondersteunt projecten die leiden tot blijvende oplossingen bij de aanpak van honger, armoede, ziekte en werkloosheid.
Daarnaast ontwikkelde zij in dit jaar de eerste duurzame boeken-app voor de iPad. Centraal staan hierin de duurzaamheidsboeken die door Search Knowledge zijn uitgegeven.
In 2012 publiceerde Rakhorst “De kracht van duurzaam veranderen”. In deze publicatie biedt zij organisaties de helpende hand. Ze voerde gesprekken met CEO’s van nationale en internationale bedrijven, met visionairs uit overheid en wetenschap, en met economen. Aan de hand van hun visies, sprekende voorbeelden, oplossingen en best practices beantwoordt zij de centrale vraag: Hoe verduurzaam ik mijn organisatie?
Tegelijkertijd met de lancering van de Nationale Duurzaamheidsmonitor werd ook de 1e Nederlandse editie van The Upcycle - De Upcycle gepresenteerd op initiatief van Anne-Marie Rakhorst. Dit is de opvolger van Cradle to Cradle van auteurs Michael Braungart en William McDonough.

## Bestuurlijke functies en professionele lidmaatschappen
- Rakhorst is lid van de commissie die onder voorzitterschap van Klaas Knot, president van De Nederlandsche Bank, jaarlijks de winnaar van de Koning Willem I Prijs kiest. Deze prijs wordt door koningin Maxima uitgereikt. Sinds september 2011 is Rakhorst tevens juryvoorzitter van de Plaquette voor Duurzaam Ondernemerschap, die duurzame innovaties van kleine of grote organisaties beloont.
- Ze is actief in verschillende besturen, commissariaten en initiatieven, zoals SDG Charter, Slum Dwellers International, Transitieagenda consumptiegoederen, Milieu Centraal, CBS, MVO Nederland, Twynstra Gudde en Van der Velden Rioleringsbeheer. Zij maakt ook deel uit van de Stichting Urgenda en de Raad van Advies van de Club van Rome.